# 特雷斯阿羅約斯 (新墨西哥州)
特雷斯阿羅約斯（英語：Tres Arroyos）是位於美國新墨西哥州聖菲縣的普查規定居民點。

## 人口
根據2020年美國人口普查的數據，特雷斯阿羅約斯的面積為23.91平方千米，皆為陸地。當地共有人口2123人，而人口密度為每平方千米88.79人。